# ファイティング・ファミリー
『ファイティング・ファミリー』（原題: Fighting with My Family）は2019年のアメリカ合衆国・イギリスの伝記映画。監督はスティーヴン・マーチャント、主演はフローレンス・ピューが務めた。本作は2012年に放送されたドキュメンタリー『The Wrestlers: Fighting with My Family』を原作としている。

## ストーリー
サラヤ・ジェイド・ベヴィスはプロレスを生業とする一家に生まれ育ち、彼女もまたブリタニー・ナイトというリングネームでレスラーを務めていた。両親（パトリックとジュリア）は心血を注いでプロレスの興行を行っていたが、資金繰りはいつもギリギリの状態であった。そこで、2人はサラヤとザック（サラヤの兄）にWWEのトライアウトを受けさせることにした。「子供たちがメジャーなプロレス団体で活躍すれば、自分たちのプロレスにもスポットライトが当たるに違いない」と考えてのことであった。
トライアウトの結果、ザックは落選し、サラヤだけが採用されることになった。その結果、サラヤは単身アメリカへ渡ることになった。WWEにはブリタニーを名乗る選手が既に所属していたため、サラヤはペイジというリングネームを新たに使うことにした。その名前はサラヤが好んで視聴していたテレビドラマ『チャームド』の登場人物、ペイジ・マシューズから取られたものであった。
勇んでアメリカに乗り込んだは良かったが、サラヤはWWEの興行スタイルに馴染めなかった。また、サラヤの同期となったジェリー＝リン、キルステン、マディソンの3人にはレスリングの経験が乏しく、それが原因で満足なトレーニングを受けることも出来なかった。その頃、ザックはトライアウトで不合格になったという事実を受け入れられず、酒浸りの日々を送っていた。パトリックとジュリアはペイジの関連商品を販売し始めていたが、2人はサラヤに許可を取っていなかった。それが原因で親子仲にもひびが入ってしまった。
そんなある日、サラヤはトレーナーのモーガンからザックが選外になった理由を聞かされた。モーガンは「ザックが選外になったのは実力が不足しているからではない。もしザックがWWEに所属した場合、彼はずっとやられ役を務めることになるだろう。それでは彼のプロレスラーとしての可能性を潰してしまう。だから不採用にしたんだ。」と語った。それを聞いたサラヤは心が晴れやかになった。モーガンは「WWEに拘る必要はない」とサラヤにアドバイスしたが、サラヤはすぐにやめることはせず、一端実家に帰ることにした。
大喧嘩の末、一家は和解することができ、ペイジは再度WWEに挑む決意を固めた。ペイジの熱意は同期の3人をも突き動かし、4人は徐々に打ち解けていった。モーガンはそんなサラヤの姿に心を動かされ、彼女が『WWE・ロウ』への初出演を果たせるように段取りした。しかも、初戦の相手は当時のチャンピオン、AJ・リーが務めることになった。緊張感のあまり硬直してしまったサラヤだったが、リーが「この試合は王座を賭けた戦いだ」と宣言したこともあって一気に発奮し、そのまま勝利を収めた。サラヤは「ここが私の故郷だ」と宣言し試合を締めくくった。パトリック、ジュリア、ザックはそんなペイジの勇姿をテレビ越しに見ているのだった。

## キャスト
※括弧内は日本語吹替声優。
- フローレンス・ピュー - サラヤ・ジェイド・ベヴィス / ペイジ（合田絵利）
  - テッサ・ブランチャード - プロレスシーンのスタント
  - トリ・エレン・ロス - 子供時代のペイジ
- ジャック・ロウデン - ザック・ベヴィス / ゾディアック（バトリ勝悟）
- ニック・フロスト - パトリック・ベヴィス / ローディ・ロッキー・ナイト（山野井仁）
- レナ・ヘディ - ジュリア・ベヴィス / スイート・サラヤ（塩田朋子）
- ヴィンス・ヴォーン - ハッチ・モーガン（西村太佑）
- ドウェイン・ジョンソン / ザ・ロック - 本人（楠大典）
- ジェームズ・バロウズ - ロイ・ベヴィス / ロイ・ナイト
- セア・トリニダード - エイプリル・ジャネット / AJ・リー
- キム・マトゥーラ - ジェリー＝リン
- アクィーラ・ゾール - キルステン
- エリー・ゴンザルヴェス - マディソン
- スティーヴン・マーチャント - ヒュー（中村和正）
- ジュリア・デイヴィス - ダフネ
- シェイマス - 本人
- ビッグ・ショー - 本人

## 製作
2017年2月7日、ドウェイン・ジョンソン、フローレンス・ピュー、ジャック・ロウデンが本作に出演するとの報道があった。8日、レナ・ヘディとニック・フロストの出演が決まったと報じられた。10日、メトロ・ゴールドウィン・メイヤーが本作の配給権を1750万ドルで購入したと発表した。14日、ヴィンス・ヴォーンがキャスト入りし、主要撮影も同日中に始まった。リング上でのシーンの撮影は20日のWWE・ロウの放送終了後に一気に撮影された。なお、本作の撮影はイギリスのグレート・ヤーマスでも行われた。
本作はペイジの伝記映画という体裁を取っているが、ペイジの人生を忠実に描写しているわけではない。ペイジはWWEに入る前、その傘下団体であるNXTで王者になるなど活躍していたが、その頃の描写は最小限度に留まっている。また、ペイジがWWEのトライアウトで1度選外になったという事実は描写されていない。なお、本作にはペイジとザックがドウェイン・ジョンソンからアドバイスを受けるシーンが存在するが、ジョンソンがペイジと初めて会ったのは原作のドキュメンタリーが放送されてからのことである。そもそも、ペイジがWWEに所属することになった2011年4月の時点で、ジョンソンは既に半引退状態だった。

## 公開・興行収入
2018年11月24日、本作のオフィシャル・トレイラーが公開された。2019年1月23日、本作はサンダンス映画祭でプレミア上映された。
2019年2月14日、本作は全米4館で限定公開され、公開初週末に13万8780ドル（1館当たり3万4695ドル）を稼ぎ出し、週末興行収入ランキング初登場41位となった。22日、本作は全米2711館にまで公開規模が拡大され、週末に781万ドルを稼ぎ出し、週末興行収入ランキング4位となっている。

## 評価
本作は批評家から絶賛されている。映画批評集積サイトのRotten Tomatoesには128件のレビューがあり、批評家支持率は91%、平均点は10点満点で7.3点となっている。サイト側による批評家の見解の要約は「『ファイティング・ファミリー』はプロレス宜しく、使い古された表現を肉体のエネルギッシュさと見事な演技で魅力的なものにし、観客を楽しませるだけの作品に仕上がっている。」となっている。また、Metacriticには34件のレビューがあり、加重平均値は68/100となっている。なお、本作のCinemaScoreはA-となっている。